# O Jeca e a Égua Milagrosa
O Jeca e a égua milagrosa é um filme de comédia brasileiro de 1980, dirigido por Pio Zamuner. Foi o último filme de Amácio Mazzaropi, considerando-se que Maria Tomba Homem, planejado para ter a produção no mesmo ano, não foi iniciado devido ao câncer que o matou em 1981. Na realidade, a "Égua Milagrosa" era o cavalo Silver, de propriedade do comediante. O Centro de Umbanda Pai Ferreira de Aruanda recebeu donativos para a sua construção, em troca de cenas gravadas. A obra faz uma crítica à maneira tradicional de se fazer eleições, com o fim da ditadura militar.

## Sinopse
Dois fazendeiros, Libório e Afonso, disputam votos para vencer a eleição para a prefeitura de uma pequena cidadezinha do interior. Os dois têm terreiros de umbanda e candomblé, utilizando os espaços para arregimentar frequentadores e votos. O simplório Raimundo, personagem de Mazzaropi, é amigo do coronel Afonso. O rival de Afonso, Libório, tem uma égua, à qual as pessoas atribuem poderes milagrosos de cura, que indispõem os dois fazendeiros. Raimundo gosta da égua, mas sua amizade com o coronel Afonso o afasta de Libório. Raimundo se envolve em confusões enquanto as eleições se aproximam e acaba sendo obrigado a se casar com a égua. Para piorar, o espírito da falecida mulher de Raimundo volta do além para atormentá-lo.

## Elenco
- Amácio Mazzaropi - Raimundo
- Paulo Pinheiro - Coronel Afonso
- Turíbio Ruiz - Coronel Libório
- Geny Prado - Falecida Mulher de Raimundo
- Gilda Valença - Dona Poderosa, Mulher de Libório
- Márcia Deffonso - Tereza, filha do Coronel Libório
- Augusto César Ribeiro - homem que apoia Coronel Afonso
- Pirolito - Padre
- Roberval de Paula
- Francisco Tadeu Alves
- André Luiz de Toledo - Arnaldo
- Wilson Damas - chantagista
- José Velloni - Delegado
- Guiomar Pimenta - esposa de Seu Pinto
- José Minelli Filho
- Carlos Aníbal (Júlio César)
- Élcio Rosa
- Francos Alves Monteiro - Dono do Bar
- Luiz Ricardo Monteiro - filho do dono do Bar